# Greg Brockman
Greg Brockman (nascido em 1988 ou em 1989) é um empreendedor, investidor e desenvolvedor de software estadunidense que cofundou a OpenAI. Ele começou sua carreira na Stripe em 2010, após deixar o MIT, e se tornou o diretor técnico da empresa em 2013. Ele deixou a Stripe em 2015 para cofundar a OpenAI, onde também assumiu o cargo de diretor técnico.
Greg Brockman foi presidente da OpenAI de 2015 até sua renúncia em 2023 após a demissão de Sam Altman.

## Infância e formação acadêmica
Brockman é um prodígio da ciência que nasceu em Thompson, Dacota do Norte. Destacou-se em matemática, química e ciência da computação na Red River High School [en]. Conquistou uma medalha de prata na Olimpíada Internacional de Química de 2006 e foi o primeiro finalista de Dacota do Norte na busca de talentos científicos da Intel em mais de três décadas. Também participou do Canada/USA Mathcamp [en], um programa de verão para jovens talentos em matemática. Em 2008, ingressou na Universidade de Harvard, mas abandonou os estudos após um ano. Depois, matriculou-se no Instituto de Tecnologia de Massachusetts, mas também saiu em pouco tempo.

## Carreira
Antes de se envolver com a OpenAI, Brockman teve uma carreira notável na Stripe, Inc., uma empresa de pagamentos eletrônico.
Nasceu em 1989 em Boston, Massachusetts. Interessou-se por programação desde cedo e começou a aprender a codificar aos 10 anos de idade. Frequentou o Instituto de Tecnologia de Massachusetts (MIT), onde estudou ciência da computação e matemática. No entanto, não concluiu seu diploma e abandonou o MIT em 2010 para se juntar à Stripe, Inc.
Na Stripe, trabalhou como engenheiro de software e foi um dos primeiros funcionários da empresa. Colaborou com Patrick Collison, um colega de classe do MIT e cofundador da Stripe, e seu irmão, John Collison, na construção e expansão da plataforma de pagamentos online. Em 2013, foi promovido a diretor técnico da Stripe, tornando-se o primeiro a ocupar esse cargo na empresa. Liderou o crescimento da equipe de engenharia da Stripe de 5 para 205 funcionários e supervisionou o desenvolvimento de vários produtos e recursos da Stripe. Brockman deixou a Stripe em maio de 2015, após cinco anos de serviço.
Em dezembro de 2015, Brockman cofundou a OpenAI com Sam Altman e outros investidores e pesquisadores proeminentes de IA. A OpenAI é uma organização de pesquisa de IA dedicada a criar e promover a IA geral (AGI), uma forma de IA que pode realizar qualquer tarefa intelectual que um humano pode fazer. A missão da OpenAI é garantir que a AGI seja alinhada aos valores humanos e beneficie a humanidade como um todo. Brockman atuou como diretor técnico da OpenAI desde sua fundação e foi responsável por definir a visão técnica e estratégica da organização.
Brockman liderou e contribuiu para vários projetos inovadores e de alto impacto na OpenAI, incluindo o OpenAI Gym, uma plataforma para desenvolver e comparar algoritmos de aprendizado por reforço; o OpenAI Five, um sistema de IA que derrotou jogadores profissionais de Dota 2, um popular jogo de estratégia online; e o GPT, uma série de modelos de linguagem baseados em redes neurais profundas que podem gerar texto coerente e diverso a partir de qualquer entrada. O GPT-2, lançado em 2019, foi considerado um dos modelos de linguagem mais avançados e controversos da época, devido à sua capacidade de produzir textos realistas e convincentes sobre qualquer tópico. O GPT-4, lançado em 2023, foi um avanço ainda maior, superando o GPT-2 em todas as métricas de avaliação e demonstrando uma compreensão semântica e lógica sem precedentes do texto gerado.
Em 17 de novembro de 2023, Brockman anunciou sua saída da OpenAI, juntamente com a renúncia de Sam Altman, que era o diretor executivo da organização. Brockman afirmou que estava deixando a OpenAI para buscar novos desafios e oportunidades no campo da IA. Em 20 de novembro de 2023, foi revelado que Brockman e Altman se juntariam à Microsoft como líderes de uma nova equipe de pesquisa avançada de IA, que teria acesso aos recursos e tecnologias da gigante da tecnologia. Brockman expressou sua empolgação e otimismo com sua nova função na Microsoft e disse que esperava continuar seu trabalho para tornar a IA mais acessível e benéfica para todos.

## Vida pessoal
Éé casado com Anna, uma engenheira de software e pesquisadora de IA. Eles se conheceram no MIT, onde ambos estudaram ciência da computação e matemática. Eles namoraram por vários anos e se casaram em novembro de 2019, em uma cerimônia íntima em Boston. Eles compartilham uma paixão pela IA e colaboraram em vários projetos na OpenAI e na Microsoft.